# ビー・ファクトリー

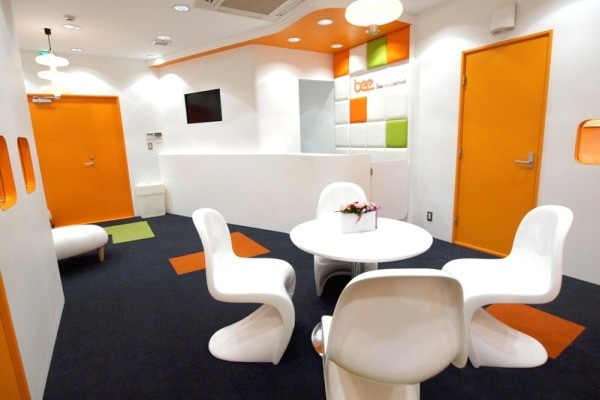
Beeミュージックスクール

株式会社ビー・ファクトリー（Bee Factory, Inc.）は、日本の音楽企業。東京都豊島区西池袋に本社を置く。
主に、自社が運営する音楽スタジオの生徒を中心に新人アーティスト育成やオーディションを行う。ボーカルコース、ボイストレーニングコース、ピアノコース、ギターコースなど、専門のスタッフが様々な指導を行う。店舗所在地は公式ウェブサイトを参照。

## 沿革
- 2005年9月 - フランチャイズとして、赤羽駅前校（現・赤羽南口校）を開校。
- 2009年8月 - 株式会社ビー・ファクトリーを設立。
- 2010年7月 - ピアノコースを開設、赤羽事務所設立。
- 2011年5月 - ギターコースを開設。
- 2011年7月 - ボイスコースを開設。
- 2018年5月 - DJコース・ウクレレコースを開設。
- 2018年10月 - ベースコースを開設。
- 2021年6月 - カラオケの鉄人とBeeミュージックスクールのコラボサービス「Beeカラ」を設立。

## 事業

### スクール事業
- Beeボーカルスクール
- Beeボイストレーニングスクール
- Beeピアノスクール（大人のピアノコース、子供のピアノコース）
- Beeギタースクール（大人のギターコース、子供のギターコース）
- BeeDJスクール（大人のDJコース、子供のDJコース）
- Beeウクレレスクール（大人のウクレレコース、子供のウクレレコース）
- Beeベーススクール（大人のベースコース、子供のベースコース）
- Beeカラ

### イベント事業
- ライブ・イベント、オーディション等の企画

## 主要取引企業
- 株式会社Pro-D-use
- 株式会社ニット
- オープンソース・ビジネス株式会社
- 株式会社センタード
- 株式会社ドラフト
- 学校法人専門学校東京ビジュアルアーツ